# NGC 410
NGC 410 är en elliptisk galax i stjärnbilden Fiskarna. Den upptäcktes den 12 september 1784 av William Herschel. 